# Бои под Хожеле
Бои под Хожеле (польск. Bitwa pod Chorzelami) — боевые действия на заключительном этапе Варшавской битвы отступавших частей советских 4-й армии и 3-го конного корпуса с польскими войсками, стремившимися перерезать им отход на восток.

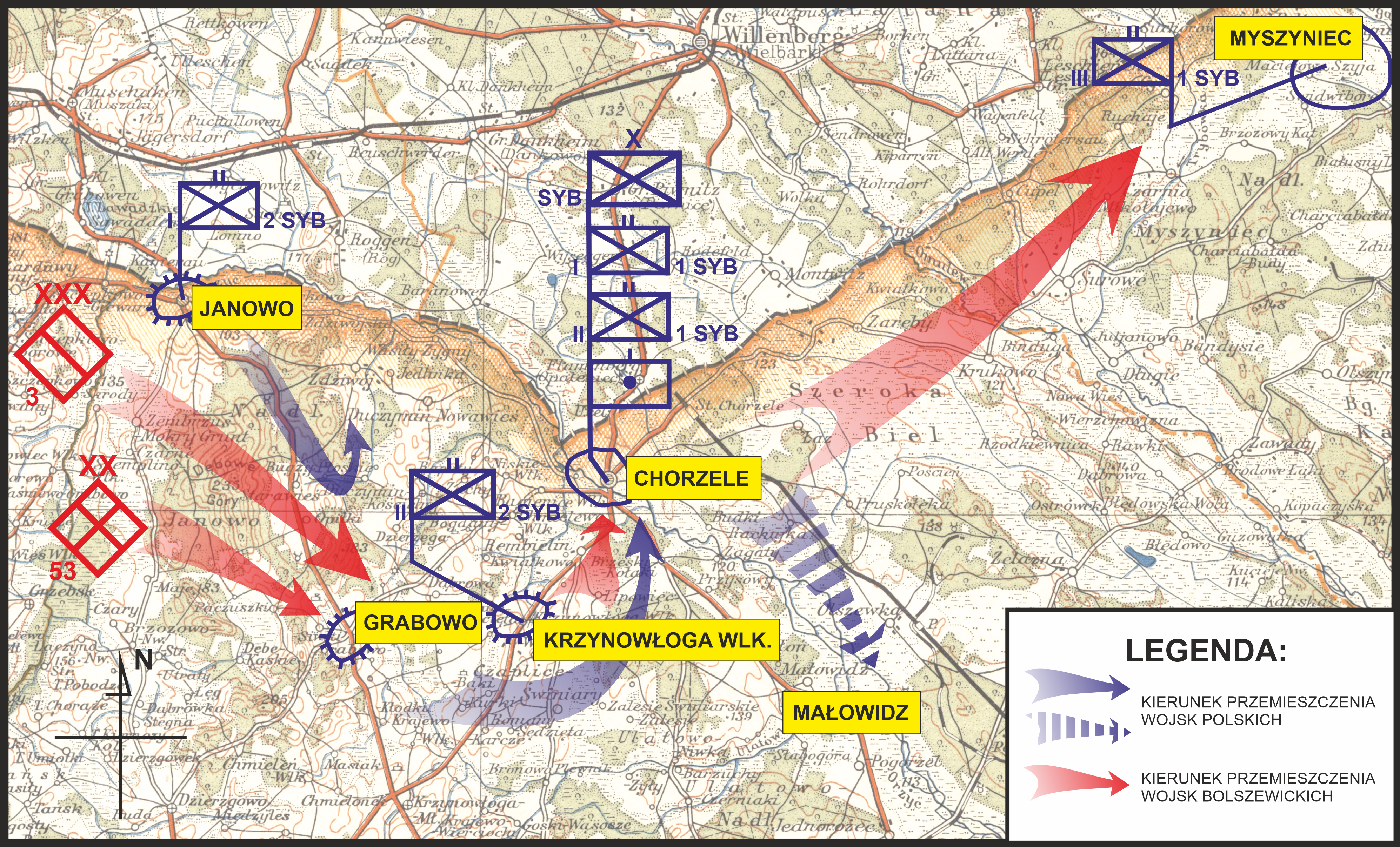
Схема боёв под Хожеле 23 августа 1920 года

В ночь на 19 августа командование 4-й армии и 3-го Конного корпуса получило приказ об отступлении на восток. Армия и корпус стали отходить вдоль польско-германской границы в направлении Млавы. 22 августа 3-й кавкорпус Гая прорвал оборону 18-й пехотной дивизии генерала Крайовского под Млавой, 202-го пехотного полка под Грабовом и двинулся в направлении Хожеле.
Чтобы остановить отступающие советские войска в ночь с 22 на 23 августа польская Сибирская пехотная бригада полковника К. Румши совершил форсированный марш от Макова в район Хожеле. Её подразделения заняли позиции на площади около 20 км: штаб бригады, два батальона и артиллерийская батарея дислоцировались в Хожеле, в Мышинце стоял один батальон с пушкой, Кшиновлога-Велька была занята одним батальоном с двумя пушками, и один батальон был в Янове.
Утром 23 августа 10-я кавалерийская дивизия, удачно маневрируя, вышла в тыл противнику, заняла деревню Кржиколово (скорее всего Кшиновлога-Велька) и далее перерезала шоссейную дорогу Хожеле — Прасныш, захватив 800 пленных, 27 пулеметов и 6 легких орудий.
Части 53-й стрелковой дивизии, подчинённые командованию 3-го конного корпуса, заняли деревню Богданы и, потеснив противника, подошли к реке Ожица. Поляки, укрепившись на правом берегу, оказывали сильное сопротивление, не допуская части корпуса дойти до переправы. Спешенные подразделения 10-й кавдивизии с боем захватили переправу у деревни Загаты (юго-восточнее Хожеле) и перешли Ожицу. Одновременно 53-я дивизия, ударив в штыки, сбила противника, занимавшего мост, и ворвалась в Хожеле. Полковнику Румше пришлось отвести свои войска на опушку леса южнее города.
В это время польские войска, теснившие с тыла части 3-го кавкорпуса, заняли Богданы, и заслонам арьергарда пришлось отойти на восточный берег Ожицы. Три польских аэроплана стали обстреливать расположившиеся на отдых войска корпуса. После 21 часа к ним присоединился обстрел артиллерии. Затем поляки начали атаки с юга и востока. Видя невозможность оставаться далее в Хожеле, войска корпуса сожгли за собой мосты и в 23 часа ушли из города в направлении Круково.